# Perdiccas I van Macedonië
Perdiccas I (Perdikkas I), was een koning van Macedonië van 700 tot 678 v.Chr. en stichter van de dynastie der Argeaden. Zijn vader kwam uit Argos, waar de naam Argeaden van is afgeleid.

## Grondlegger koningshuis
Perdiccas I legde de basis voor het Macedonische koninkrijk en de dynastie der Argeaden toen hij Edessa innam. Hij veranderde de naam van de stad in Aigai en begon de traditie om hem en alle nakomelingen van zijn dynastie daar te begraven. Hij zette herders ertoe aan het nomadenbestaan op te geven en zich te wijden aan het boerenbedrijf, wat bijdroeg aan de vormgeving en ontwikkeling van Macedonië. Perdiccas I werd opgevolgd door zijn zoon Argaeus I van Macedonië.